# Pelargoderus rubropunctatus
Pelargoderus rubropunctatus är en skalbaggsart som först beskrevs av Guérin-Méneville 1838.  Pelargoderus rubropunctatus ingår i släktet Pelargoderus och familjen långhorningar. Inga underarter finns listade i Catalogue of Life.